# 호시노 나오키
호시노 나오키(일본어: 星野 直樹, ほしの なおき, 1892년 4월 10일~1978년 1월 26일)는 일본의 관료이자 정치가로, 만주국의 총무 장관이었다.
호시노 나오키는 1892년 4월 10일, 일본 가나가와현의 요코하마시에서 태어났다. 1916년에 고등 문관 시험에 급제한 뒤, 1917년, 도쿄 제국대학 법학부 정치학과를 졸업하고 대장성에 들어갔다.
1932년 3월 1일, 만주국을 건설할 당시에 관동군으로부터 대장성에서 인재를 파견해달라는 요청에 따라 만주로 건너가게 되었다.
만주에 건너간 이후에는 만주국 재정부 이사관, 재정부 총무사장, 재정부 차장, 국무원 총무청장을 거쳤고, 1937년에는 국무원 총무 장관으로 취임하였다. 당시 일본의 괴뢰국이었던 만주국에선 일본인이 맡는 국무원 총무 장관이 실질적으로 총리 역할을 해 큰 영향력을 행사했다고 하며, 호시노 나오키는 재임 기간 중 만주국에서 큰 영향력을 행사했던 2키 3스케 중 한 명이었다.
제2차 세계 대전 이후, A급 전범이 된 호시노 나오키는 극동 국제 군사 재판에서 종신형을 선고 받았다. 그러나, 1958년에 석방돼 후에는 도쿄 힐튼 호텔 부사장, 도쿄 급행 전철 이사, 아사히 해운 사장, 다이아몬드 사 회장 등을 역임하였다.

## 같이 보기
- 만주국
- 도조 히데키
- 기시 노부스케
- 아이카와 요시스케
- 마쓰오카 요스케